# 루돌프 크리스토프 오이켄
루돌프 크리스토프 오이켄(Rudolf Christoph Eucken, 1846년~1926년)은 독일의 철학자이다.

## 생애
독일 북부 아우리히에서 출생하였다. 처음에는 고전문헌학(古典文獻學)의 연구에 뜻을 두었지만 후에 형이상학 방면에서 업적을 올렸다. 1871년에 바젤 대학의 철학교수가 되었고, 1874년에는 예나 대학으로 전임하였다. 연구 생활의 가장 충실한 시기가 이때부터 시작되었다. 서양의 철학과 종교 사상을 역사적으로 개관한 주저 <대사상가의 인생관>(1890) 이외에 <정신생활의 통일성>(1888), <정신생활 내용을 위한 투쟁>(1896) <종교의 진리 내용>(1901) 등이 계속해서 그 시기에 간행되었고, 1908년에는 노벨 문학상을 받았다. 1920년에 퇴직한 후에는 강연과 저술에만 전념하다가 예나에서 80세를 일기로 사망하였다.

## 사상
오이켄의 학설은 '생의 철학'의 일종으로 볼 수 있으나, 자연적인 생명현상을 그대로 시인하는 것이 아니었으며, 오히려 자연을 초월해서 고양된 정신생활과 그에 대한 고유한 가치를 중시하는 것이었다. 이 점에서 그는 독일관념론의 전통 - 특히 피히테 철학 - 에 이어져 있으며, 당시에 유력했던 신칸트파의 주지주의의 여지를 공박하기도 했지만 유물론이나 자연주의에는 대립하는 입장을 취했다.
오이켄의 말에 따르면 정신 생활이란 하나의 새로운 현실이어서 자기의 내면적 충실을 기하는 것이다. 그것은 항상 창조적 능동성을 가지고 있으나 개인적 활동을 초월한 공동생활의 목적을 실현키 위한 것이다. 정신생활에는 윤리적인 것이 깊이 뿌리를 박고 있으며, 역사라고 하는 것은 정신 생활이 그것을 담당하는 한 윤리적 요소로 일관되어 있다. 그러나 이러한 정신생활을 유지하기 위해서는 노력이 필요하다. 생활은 내면화(內面化)의 노고를 거쳐 비로소 가치있는 것이 된다. 종교의 참다운 내용도 절대적인 정신 생활의 깊이를 시인하는 데에 존재하는 것이다. 오이켄은 세기 말의 도덕적인 퇴폐나 절박한 자본주의적 위기 의식 가운데서 온 힘을 기울여 인생 전체에 걸치는 의의와 가치를 물었던 것이다. 제1차 세계 대전 후에도 비인격화한 문명의 영위로부터 인간의 영혼을 해방해야 할 창조적인 정신생활의 근저를 직관할 것을 정열적으로 역설하였다. 그의 설은 한때 세계 각국에서 반향을 불러일으켰으나 딜타이, 짐멜, 베르그송, 니체 등의 '생의 철학'만큼 방법적인 새로움과 철저성이 결여되었기 때문에 현대에 이르러서는 그만큼 주목되지 않았다.